# Frank Walton
Frank Walton (* 24. Juni 1944 in Birmingham (Alabama); † 18. Mai 2024) war ein US-amerikanischer Jazzmusiker (Trompete, Komposition).

## Leben und Wirken
Walton begann im Alter von elf Jahren Trompete zu lernen. Er setzte sein Studium des Instruments fort, indem er in seinen Grundschul-, Highschool- und Universitätsbands spielte und noch während der Highschool Privatunterricht bei Amos Gordon nahm. Seine erste Berufserfahrung machte er im Alter von 17 Jahren bei der Royal American Show Band. Walton erwarb den Bachelor of Science in Musikpädagogik an der Tennessee State University, wo er den Trompeter und Lehrer Louis Smith hören und bei ihm studieren konnte. Dann zog er nach Chicago, wo er einen Master of Music in Trompete und Musiktheorie am American Conservatory of Music (Chicago) und einen Master of Music mit Schwerpunkt Musikpädagogik und Trompete an der Roosevelt University absolvierte.
In Chicago wurde Walton zu einem festen Bestandteil der dortigen Musikszene der Stadt und arbeitete in den Bereichen Jazz, Klassik und Popmusik. Er trat außerdem zwei Jahre lang in Nashville mit dem John Stubblefield Quartet auf, mit dem Sonny Turner/Johnny Board Orchestra sowie dem Trio „Air“ von Henry Threadgill, Steve McCall und Fred Hopkins, dem Morris Ellis Orchestra und Billy Cox. Walton nahm auch an zahlreichen Jamsessions mit Von Freeman teil. Er spielte auch mit Booker Ervin in New York, in Chicago mit Lenny White, Stanley Clarke, Elvin Jones, Max Roach und Gary Bartz.
Unter eigenem Namen spielte Walton 1978 für Delmark Records das Album Reality ein, an dem u. a. Henry Threadgill, Ari Brown, Jodie Christian beteiligt waren. 2001 entstand in Boston das Album The Back Step, aufgenommen mit Jaleel Shaw, Lance Bryant, James Williams, John Lockwood und Yoron Israel. Im Bereich des Jazz war er laut Tom Lord zwischen 1978 und 2014 an drei Aufnahmesessions beteiligt, zuletzt mit dem Frank Walton/Yoron Israel Sextet.